# Flavio Briatore
Flavio Briatore (Verzuolo, provincia de Cuneo, Italia, 12 de abril de 1950) es un empresario italiano que fue director deportivo del equipo Renault de Fórmula 1 desde enero de 2002 hasta septiembre de 2009, logrando dos campeonatos mundiales de pilotos con Fernando Alonso y de constructores en 2005 y 2006. Previamente había desempeñado las mismas funciones en el equipo Benetton. En 2024, se anunció su vuelta a la categoría con el equipo Alpine como asesor ejecutivo. Al año siguiente fue ascendido al cargo de director de equipo tras la renuncia de Oliver Oakes.

## Biografía
Trabajó desde temprana edad como instructor de esquí y en la gerencia de un restaurante. A principios de los años 1970 trabajó en la bolsa de Italia; en esa época conoció a Luciano Benetton, fundador de la empresa de vestimenta Benetton. Fueron amigos y más adelante socios de negocios; al abrir Benetton sus primeras cuatro tiendas en los Estados Unidos en 1979, Briatore fue el director de operaciones del grupo para América.
Debido a sus políticas agresivas para establecer y otorgar franquicias, la cadena logró un crecimiento impresionante logrando gran popularidad. En 1989, ya había ochocientas tiendas en los Estados Unidos, convirtiendo a Briatore en una persona económicamente bien acomodada. El número de tiendas finalmente se estabilizó en doscientas lo que hizo perder a Briatore el interés por ese negocio.
Cuando Benetton adquirió el equipo Toleman, Briatore pasó a ser director comercial del equipo renombrado como Benetton Formula. Rápidamente renovó el personal del equipo, y lograron contratar al joven piloto Michael Schumacher que había disputado su primera carrera de Fórmula 1 en 1991 con el equipo Jordan. Schumacher logró ganar una carrera en 1992 y en 1993, ganando el campeonato mundial en un Benetton en las temporadas 1994 y 1995.
A finales de 1994, Briatore adquiere el equipo Ligier para tener acceso a los motores Renault; sin embargo, las reglas de la FIA le impedían ser dueño de un equipo y dirigir otro al mismo tiempo, de manera que se lo vendió a Tom Walkinshaw. Briatore pasó a ser director deportivo del equipo Benetton en 1996, pero ese año Schumacher junto con un importante grupo de ingenieros se fueron para Ferrari, y el equipo retrocedió hacia las posiciones intermedias en el campeonato.
Briatore compró parte del equipo Minardi en 1996 con la intención de vendérselo a la tabacalera British American Tobacco, pero el negocio no prosperó y debió revender su parte nuevamente a Giancarlo Minardi y a Gabriele Rumi. En 1997, Benetton contrata a David Richards, retirando a Briatore del equipo.
Ese mismo año Renault decide abandonar la Fórmula 1 como suministrador de motores de los equipos Williams y Benetton al finalizar la temporada, y Briatore gestiona junto con Renault la creación de la casa Mecachrome, encargada de seguir produciendo y desarrollando los viejos motores Renault entre 1998 y 2000 para los equipos Williams (temporadas 1998 y 1999), Benetton (1998-2000), British American Racing (1999) y Arrows (2000), aunque lo cierto es que el desarrollo del motor no estuvo a la altura y el rendimiento nunca fue tan puntero como en los años anteriores. Se cambió el nombre Mecachrome por Supertec para 1999 y 2000, salvo en el equipo Benetton, donde se llamaron Playlife desde 1998 como estrategia de marketing a pesar de que el motor era el mismo.
En el año 2000 Renault adquiere el equipo Benetton y, dada su relación con Briatore, logra repescarle como director general. Para la temporada 2001 Benetton-Playlife pasa a llamarse Benetton-Renault, ya con motores Renault nuevos, y a partir de 2002, Renault F1 Team.
Como director general del equipo, en 2003 logra la primera pole en Malasia y la primera victoria en Hungría de manos de Fernando Alonso. En 2004 su mayor éxito sería la pole y victoria de Jarno Trulli en Mónaco, siendo el equipo tercero en el campeonato de constructores.
Sus últimos grandes éxitos han llegado en las temporadas 2005 y 2006, consiguiendo 2 títulos mundiales consecutivos de escuderías y pilotos con Fernando Alonso. Quizás sea uno de los mejores momentos en la vida de Flavio Briatore.
Briatore también fue el agente de varios pilotos de Fórmula 1, incluyendo a Fernando Alonso y a Mark Webber.
Es miembro ejecutivo de la FOTA (Formula One Teams Association).
El 16 de septiembre de 2009, Flavio Briatore abandona la escudería ING Renault F1 Team a causa del escándalo descubierto por el engaño de la carrera de Singapur 2008, en la que el director italiano ordenó a Nelson Piquet Jr. empotrar su coche contra uno de los muros del trazado urbano a cambio de su renovación. Gracias a ello, Fernando Alonso consiguió la victoria en dicho gran premio. Junto con Briatore, Pat Symonds (director jefe de ingeniería del equipo ING Renault F1 Team) también abandonó su puesto por el mismo motivo.
El 21 de septiembre de 2009 la FIA hizo pública la sanción a Briatore. No podrá ni asistir ni participar de por vida en ninguno de los campeonatos que organiza la FIA. No podrá "renovar la Superlicencia concedida a cualquiera de los pilotos asociados al señor Briatore".
El 5 de enero de 2010, el Tribunal de Gran Instancia de París anuló la decisión de la FIA por considerarla irregular y por entender que en ella tuvo un papel preponderante Max Mosley, enemigo de Briatore. La FIA ha anunciado el recurso a esta sentencia.

## Vida personal
Briatore aparece frecuentemente en las revistas de sociedad; a finales de los años 1990 y principios de los 2000 estuvo relacionado con las supermodelos Naomi Campbell, Adriana Volpe y Heidi Klum. Klum es la madre de la única hija de Briatore, de nombre Leni, nacida en 2004. Inicialmente no fue reconocida por él y fue adoptada por Seal, el exmarido de Heidi Klum. Padre e hija se reconciliaron años más tarde.
El 14 de junio de 2008 contrajo matrimonio con la modelo y presentadora italiana Elisabetta Gregoraci, con quien tuvo un hijo en junio de 2010. Se separaron en 2017.
En 2020, Briatore dio positivo por COVID-19 tras acudir a una discoteca. Sufrió una pulmonía que lo llevó al hospital en estado grave.

## Negocios
Ha sido propietario de clubes nocturnos y frecuentemente describe su actividad en la Fórmula 1 como Correr los domingos y luego salir con las chicas de las carreras. Ambiciona terminar lo que empezó en 2000 con Renault obteniendo el Campeonato mundial; cada año el equipo ha avanzado de posición en el campeonato y en 2005, aspiraba a disputarle el campeonato a Ferrari, pero afirma que dejará la Fórmula 1 si ya no resulta divertida. Finalmente ve conseguido su sueño en 2005 y Renault se alza con el título mundial de constructores y más importante aún, su piloto Fernando Alonso consigue ganar el campeonato de pilotos convirtiéndose en el más joven de la historia en llegar a lo más alto, hasta que en 2008 Lewis Hamilton le arrebató ese privilegio. Otro gran éxito que se repitió en 2006, año en que de nuevo Renault logró alzarse con los títulos de campeón de pilotos (Fernando Alonso) y de constructores. Parece que la F1 sigue despertando sus pasiones.
También es propietario del equipo Queens Park Rangers junto a Bernie Ecclestone, dueño de los derechos de la FOM y en estos últimos años ha intentado comprar Saint Gobain GLassdrive.

## Escándalos
La escudería Renault y Flavio Briatore se han visto envueltos en uno de los grandes escándalos de la F1 por el presunto amaño del Gran Premio de Singapur 2008, en el cual se presume se pidió provocar un accidente al piloto Nelson Piquet, Jr., para que saliera el auto de seguridad y diera la victoria al compañero de equipo Fernando Alonso.
El 16 de septiembre, Renault, en un comunicado oficial, anuncia que Flavio Briatore, director general de la escudería y del director técnico Pat Symonds han abandonado al equipo para afrontar el Consejo Mundial del lunes 21 se septiembre de 2009.
El lunes 21 de septiembre, la FIA decretó que Flavio quedaba desvinculado de por vida de la F1, de modo que no podrá volver a sus actividades como director de escudería. Esta expulsión incluye cualquier actividad, como la representación de pilotos por sí mismo o a través de terceros, por lo que Briatore queda efectivamente excomulgado del negocio de las carreras. No obstante, el 5 de enero de 2010, el Tribunal de Gran Instancia de París anuló la decisión de la FIA por considerarla irregular y por entender que en ella tuvo un papel preponderante Max Mosley, enemigo de Briatore. La FIA ha anunciado el recurso a esta sentencia.